# اندی مک‌کوئین

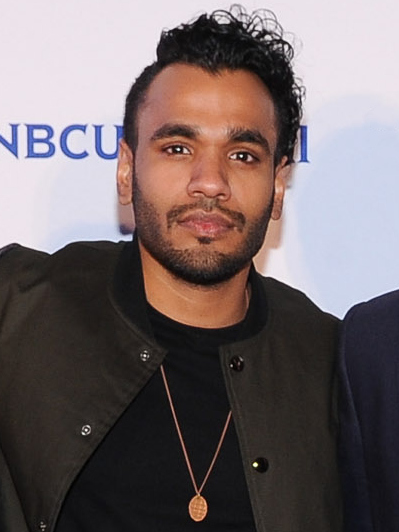
نگارهٔ اندی مک‌کوئین، هنرپیشه اهل کانادا - ۲۰۱۶

اندی مک‌کوئین (انگلیسی: Andy McQueen؛ زادهٔ ۲ مارس ۱۹۹۱) یک هنرپیشه اهل کانادا است. او بیشتر به خاطر بازی در فیلم ناپدید شدن در هیلکلیفتون در سال ۲۰۱۹ مورد توجه قرار گرفت، که برای آن نامزدی جایزه بهترین بازیگر نقش مکمل مرد در هشتمین جوایز فیلم کانادا در سال ۲۰۲۰ را دریافت کرد، و نقش مکرر او در نقش کارآگاه مالک عابد در سریال تلویزیونی کورونر.
او همچنین در فیلم‌های دختر قهوه‌ای آغاز می‌کند (۲۰۱۷)، فارنهایت ۴۵۱ (۲۰۱۸)، کتاب‌های خونین (۲۰۲۰)، شوگرددی (۲۰۲۰)، یتیمان کوچک (۲۰۲۰) و من فیلم سینمایی دوست دارم (۲۰۲۲) ظاهر شد. مجموعه‌های تلویزیونی سرگذشت ندیمه، جک رایان، تجربه دوست دختر و ایستگاه یازده، و روی صحنه در تولید تورنتو مسیح از قطار «ای» به بیرون پرید.
او از تبار هندو-گویان دارد و فارغ‌التحصیل هنرستان بازیگران در مرکز فیلم کانادا است.